# Patrick Groetzki
Patrick Groetzki (Pforzheim, 4 de julho de 1989) é um handebolista profissional alemão, medalhista olímpico

## Carreira
Patrick Groetzki integrou a Seleção Alemã de Handebol no Rio 2016, conquistando a medalha de bronze.